# Associazione Calcio Treviso 1947-1948
Questa voce raccoglie le informazioni riguardanti l'Associazione Calcio Treviso nelle competizioni ufficiali della stagione 1947-1948.

## Stagione
La stagione 1947-48 è una stagione amara per il Treviso, che non riesce a confermare la sua partecipazione alla Serie B.
In base alla riforma della FIGC, a fine campionato infatti, le 7 in testa alla classifica restano in Serie B. Il Treviso, tredicesimo, assieme alle ultime 11, retrocede in Serie C.
L'allenatore in questa stagione è Enrico Colombari, che resta in carica per 23 partite, prima di lasciare spazio a Bruno Bozzolo.
Il Treviso torna dunque in Serie C, ma la reazione è prontissima.

## Rosa
| N. |                   | Ruolo | Calciatore          |
| -- | ----------------- | ----- | ------------------- |
|    | Italia (bandiera) | A     | Renato Angelico     |
|    | Italia (bandiera) | C     | Lucinao Baldazzo    |
|    | Italia (bandiera) | A     | Amorino Beazzi      |
|    | Italia (bandiera) | A     | Ignazio Berlese     |
|    | Italia (bandiera) | A     | Giovanni Baradel    |
|    | Italia (bandiera) | D     | Mario Boldi         |
|    | Italia (bandiera) | A     | Nereo Burattini     |
|    | Italia (bandiera) | A     | Emilio Capri        |
|    | Italia (bandiera) | A     | Antonio De Carlo    |
|    | Italia (bandiera) | D     | Erminio Favero      |
|    | Italia (bandiera) | D     | Valentino Foscarini |

| N. |                   | Ruolo | Calciatore         |
| -- | ----------------- | ----- | ------------------ |
|    | Italia (bandiera) | C     | Leone Gerlin       |
|    | Italia (bandiera) | C     | Rino Gerolimetto   |
|    | Italia (bandiera) | A     | Benito Meroni      |
|    | Italia (bandiera) | D     | Ivone Nicoletti    |
|    | Italia (bandiera) | C     | Cesare Meucci      |
|    | Italia (bandiera) | A     | Ettore Resi        |
|    | Italia (bandiera) | P     | Enzo Romano        |
|    | Italia (bandiera) | A     | Giuseppe Schillaci |
|    | Italia (bandiera) | P     | Giordano Striuli   |
|    | Italia (bandiera) | A     | Giovanni Zanollo   |

## Risultati

### Campionato

#### Girone di andata
| 5 dicembre 1947 1ª giornata | Treviso | 2 – 1 | Prato |  |

| 21 settembre 1947 2ª giornata | Pistoiese | 1 – 1 | Treviso |  |

| 5 ottobre 1969 3ª giornata | Treviso | 2 – 1 | Suzzara |  |

| 24 agosto 4ª giornata | Verona | 1 – 0 | Treviso |  |

| 12 ottobre 1947 5ª giornata | Treviso | 3 – 0 | Udinese |  |

| 19 ottobre 1947 6ª giornata | Venezia | 2 – 1 | Treviso |  |

| 26 ottobre 1947 7ª giornata | Treviso | 2 – 0 | Centese |  |

| 2 novembre 1947 8ª giornata | Treviso | 0 – 0 | SPAL |  |

| 19 dicembre 1965 9ª giornata | Carrarese | 3 – 1 | Treviso |  |

| 23 novembre 1947 10ª giornata | Treviso | 0 – 1 | Cremonese |  |

| 30 novembre 1947 11ª giornata | Reggiana | 1 – 1 | Treviso |  |

| 7 dicembre 1947 12ª giornata | Treviso | 1 – 1 | Bolzano |  |

| 5 maggio 1946 13ª giornata | Mantova | 1 – 1 | Treviso |  |

| 20 ottobre 1946 14ª giornata | Padova | 3 – 1 | Treviso |  |

| 4 gennaio 1948 15ª giornata | Treviso | 1 – 2 | Piacenza |  |

| 30 novembre 1975 16ª giornata | Pro Gorizia | 0 – 0 | Treviso |  |

| 5 ottobre 1947 17ª giornata | Treviso | 0 – 0 | Parma |  |

#### Girone di ritorno
| 15 febbraio 1948 18ª giornata | Prato | 2 – 1 | Treviso |  |

| 22 febbraio 1948 19ª giornata | Treviso | 2 – 2 | Pistoiese |  |

| 29 febbraio 1948 20ª giornata | Suzzara | 0 – 1 | Treviso |  |

| 7 marzo 1948 21ª giornata | Treviso | 1 – 3 | Verona |  |

| 14 marzo 1948 22ª giornata | Udinese | 5 – 0 | Treviso |  |

| 21 marzo 1948 23ª giornata | Treviso | 1 – 1 | Venezia |  |

| 28 marzo 1948 24ª giornata | Centese | 1 – 1 | Treviso |  |

| 11 aprile 1948 25ª giornata | SPAL | 2 – 0 | Treviso |  |

| 17 aprile 1948 26ª giornata | Treviso | 1 – 1 | Carrarese P. Binelli |  |

| 25 aprile 1948 27ª giornata | Cremonese | 2 – 1 | Treviso |  |

| 2 maggio 1948 28ª giornata | Treviso | 1 – 1 | Reggiana |  |

| 9 maggio 1948 29ª giornata | Bolzano | 1 – 0 | Treviso |  |

| 23 maggio 1948 30ª giornata | Treviso | 1 – 0 | Mantova |  |

| 30 maggio 1948 31ª giornata | Treviso | 1 – 5 | Padova |  |

| 6 giugno 1948 32ª giornata | Piacenza | 2 – 2 | Treviso |  |

| 13 giugno 1948 33ª giornata | Treviso | 4 – 3 | Pro Gorizia |  |

| 20 giugno 1948 34ª giornata | Parma | 1 – 1 | Treviso |  |

## Statistiche

### Statistiche di squadra
| Competizione | Punti | In casa | In casa | In casa | In casa | In casa | In casa | In trasferta | In trasferta | In trasferta | In trasferta | In trasferta | In trasferta | Totale | Totale | Totale | Totale | Totale | Totale | DR  |
| Competizione | Punti | G       | V       | N       | P       | Gf      | Gs      | G            | V            | N            | P            | Gf           | Gs           | G      | V      | N      | P      | Gf     | Gs     | DR  |
| ------------ | ----- | ------- | ------- | ------- | ------- | ------- | ------- | ------------ | ------------ | ------------ | ------------ | ------------ | ------------ | ------ | ------ | ------ | ------ | ------ | ------ | --- |
| Serie B      | 30    | ?       | ?       | ?       | ?       | ?       | ?       | ?            | ?            | ?            | ?            | ?            | ?            | 34     | 8      | 14     | 12     | 36     | 47     | -11 |
| Totale       |       | ?       | ?       | ?       | ?       | ?       | ?       | ?            | ?            | ?            | ?            | ?            | ?            | 34     | 8      | 14     | 12     | 36     | 47     | -11 |